# Kees Kist
Kees Kist (Steenwijk, 1952. augusztus 7. –) 21-szeres holland válogatott labdarúgó. Az első holland labdarúgó volt, aki az Aranycipőt elnyerte.

## Pályafutása

### Klubcsapatban
1970 és 1972 között az SC Heerenveen csapatában szerepelt. 1972 és 1982 között az AZ ’67 játékosa volt, ahol 441 mérkőzésen lépett pályára (ebből 323 első-osztályú bajnoki) és 259 szerzett (196 élvonalbeli). Tagja volt az 1981-ben holland kupát nyert és UEFA-kupa-döntős csapatnak.
Az 1978–79-es idényben 34 góllal a holland bajnokság gólkirálya lett és ezzel ő lett az első holland labdarúgó, aki elnyerte az Aranycipőt. Minden idők negyedik legeredményesebb játékosa a holland élvonalban: Willy van der Kuijlen, Ruud Geels és Johann Cruyff mögött.
1982 és 1987 között egy-egy idényt játszott a francia PSG és FC Mulhouse, illetve korábbi két holland csapatában, az SC Heerenveenben és az Alkmaarban.

### A válogatottban
1975 és 1980 között 21 alkalommal szerepelt a holland válogatottban és négy gólt szerzett. 1976-ban a jugoszláviai Európa-bajnokságon bronzérmet szerzett a holland válogatottal. Tagja volt az 1980-as Európa-bajnokságon szereplő csapatnak is.

## Sikerei, díjai
- Európa-bajnokság
  - bronzérmes: 1976 – Jugoszlávia
- Holland bajnokság
  - bajnok: 1980–81
  - 2.: 1979–80
  - gólkirály: 1978–79 (34 gól), 1979–80
- Holland kupa
  - győztes: 1978, 1981, 1982
- Francia kupa
  - győztes: 1983
- UEFA-kupa
  - döntős: 1980–81
- Aranycipő
  - 1979 – 34 gól

## Statisztika

### Mérkőzései a holland válogatottban
| Hollandia | Hollandia           | Hollandia                             | Hollandia     | Hollandia | Hollandia     | Hollandia     | Hollandia | Hollandia      |
| #         | Dátum               | Helyszín                              | Hazai         | Eredmény  | Vendég        | Kiírás        | Gólok     | Esemény        |
| --------- | ------------------- | ------------------------------------- | ------------- | --------- | ------------- | ------------- | --------- | -------------- |
| 1.        | 1975. április 30.   | Antwerpen, Bosuilstadion              | Belgium       | 1 – 0     | Hollandia     | barátságos    | -         | 62'            |
| 2.        | 1975. május 17.     | Frankfurt, Waldstadion                | NSZK          | 1 – 1     | Hollandia     | barátságos    | -         | 46'            |
| 3.        | 1975. május 31.     | Belgrád, JNA Stadion                  | Jugoszlávia   | 3 – 0     | Hollandia     | barátságos    | -         |                |
| 4.        | 1976. június 19.    | Zágráb, Maksimir Stadion              | Jugoszlávia   | 2 – 3     | Hollandia     | Eb 3. helyért | -         | 70'            |
| 5.        | 1976. szeptember 8. | Reykjavík, Laugardalsvöllur           | Izland        | 0 – 1     | Hollandia     | vb-selejtező  | -         | 60'            |
| 6.        | 1977. február 9.    | London, Wembley Stadion               | Anglia        | 0 – 2     | Hollandia     | barátságos    | -         | 75'            |
| 7.        | 1977. március 26.   | Antwerpen, Bosuilstadion              | Belgium       | 0 – 2     | Hollandia     | vb-selejtező  | -         | 65'            |
| 8.        | 1977. október 5.    | Rotterdam, Feijenoord Stadion         | Hollandia     | 0 – 0     | Szovjetunió   | barátságos    | -         |                |
| 9.        | 1979. február 24.   | Milánó, Giuseppe Meazza Stadion       | Olaszország   | 3 – 0     | Hollandia     | barátságos    | -         |                |
| 10.       | 1979. március 28.   | Eindhoven, Philips Sportpark          | Hollandia     | 3 – 0     | Svájc         | Eb-selejtező  | 1         | 55'            |
| 11.       | 1979. május 2.      | Chorzów, Stadion Śląski               | Lengyelország | 2 – 0     | Hollandia     | Eb-selejtező  | -         |                |
| 12.       | 1979. május 22.     | Bern, Wankdorfstadion (SUI)           | Argentína     | 0 – 0     | Hollandia     | barátságos    | -         | 57'            |
| 13.       | 1979. október 17.   | Amszterdam, Olimpiai Stadion          | Hollandia     | 1 – 1     | Lengyelország | Eb-selejtező  | -         |                |
| 14.       | 1979. november 21.  | Lipcse, Zentralstadion                | NDK           | 2 – 3     | Hollandia     | Eb-selejtező  | 1         | 46' 50'        |
| 15.       | 1980. január 23.    | Vigo, Estadio de Balaídos             | Spanyolország | 1 – 0     | Hollandia     | barátságos    | -         |                |
| 16.       | 1980. március 26.   | Párizs, Parc des Princes              | Franciaország | 0 – 0     | Hollandia     | barátságos    | -         | 73'            |
| 17.       | 1980. június 11.    | Nápoly, Stadio San Paolo (ITA)        | Görögország   | 0 – 1     | Hollandia     | Eb-csoportkör | 1         | 69' (11-esből) |
| 18.       | 1980. június 14.    | Nápoly, Stadio San Paolo (ITA)        | NSZK          | 3 – 2     | Hollandia     | Eb-csoportkör | -         | 69'            |
| 19.       | 1980. június 17.    | Milánó, Giuseppe Meazza Stadion (ITA) | Csehszlovákia | 1 – 1     | Hollandia     | Eb-csoportkör | 1         | 15' 59'        |
| 20.       | 1980. november 19.  | Brüsszel, Heysel Stadion              | Belgium       | 1 – 0     | Hollandia     | vb-selejtező  | -         |                |
| 21.       | 1980. december 30.  | Montevideo, Estadio Centenario        | Uruguay       | 2 – 0     | Hollandia     | Mundialito    | -         |                |
|           | Összesen            |                                       |               | 21        | mérkőzés      |               | 4         | gól            |